# Zoo TV Tour
Tournées par U2
Lovetown Tour
(1989-1990) PopMart Tour
(1997-1998)
Le Zoo TV Tour est une immense tournée mondiale du groupe de rock irlandais U2 qui s'est étirée sur presque deux ans, entre 1992 et 1993. C'est le show des albums Achtung Baby et Zooropa publiés respectivement en 1991 et 1993. Achtung Baby est la pièce maîtresse de cette tournée dont toutes les chansons, hormis Acrobat, sont interprétées.
U2 met en place un dispositif scénique jamais vu, même pas chez les Rolling Stones ou Michael Jackson. Réinvention audacieuse, cette méga-tournée est une orgie futuriste d'auto-parodie et de débauche multimédia, avec ses télévisions et écrans géants, éblouissante sur le plan technique et très ambitieuse.
Cette tournée marathon s'est appelée successivement : le Zoo TV Tour (c'est le nom symbolique qui est resté pour désigner toute la tournée) en Amérique du Nord et en Europe de février à juin 1992, puis le Outside Broadcast Tour d'août à novembre 1992 lors du second passage en Amérique du Nord, puis le Zooropa Tour dans les grands stades européens de février à août 1993 et enfin les Zoomerang, New Zooland, Zoo TV Japan de novembre à décembre 1993 en Océanie et au Japon.
En treize mois de tournée, U2 donnera 157 concerts, jouant devant près de cinq millions et demi de spectateurs. Le critique britannique Tom Doyle, qualifiera dix ans plus tard le Zoo TV comme la « tournée la plus spectaculaire jamais organisée par n'importe quel groupe ». La vidéo du Zoo TV - Live From Sydney a été primée lors de la 37e cérémonie des Grammy Awards en 1995. Le Zoo TV Tour lance la décennie des tournées gigantesques pour U2 qui se poursuivra avec le PopMart Tour entre 1997 et 1998.

## La tournée
Le Zoo TV Tour est le spectacle promotionnel des albums Achtung Baby et Zooropa. Il a débuté le 29 février 1992 à Lakeland en Floride avec les Pixies en première partie, pour se terminer le 10 décembre 1993 à Tokyo. Cinq continents ont été traversés : l'Europe et l'Amérique du Nord à deux reprises, l'Amérique du Sud avec quatre concerts à Mexico, l'Océanie et l'Asie avec le Japon. Des concerts dans lesquels Bono, très marqué par la Guerre du Golfe, souhaite dénoncer la manipulation médiatique. 

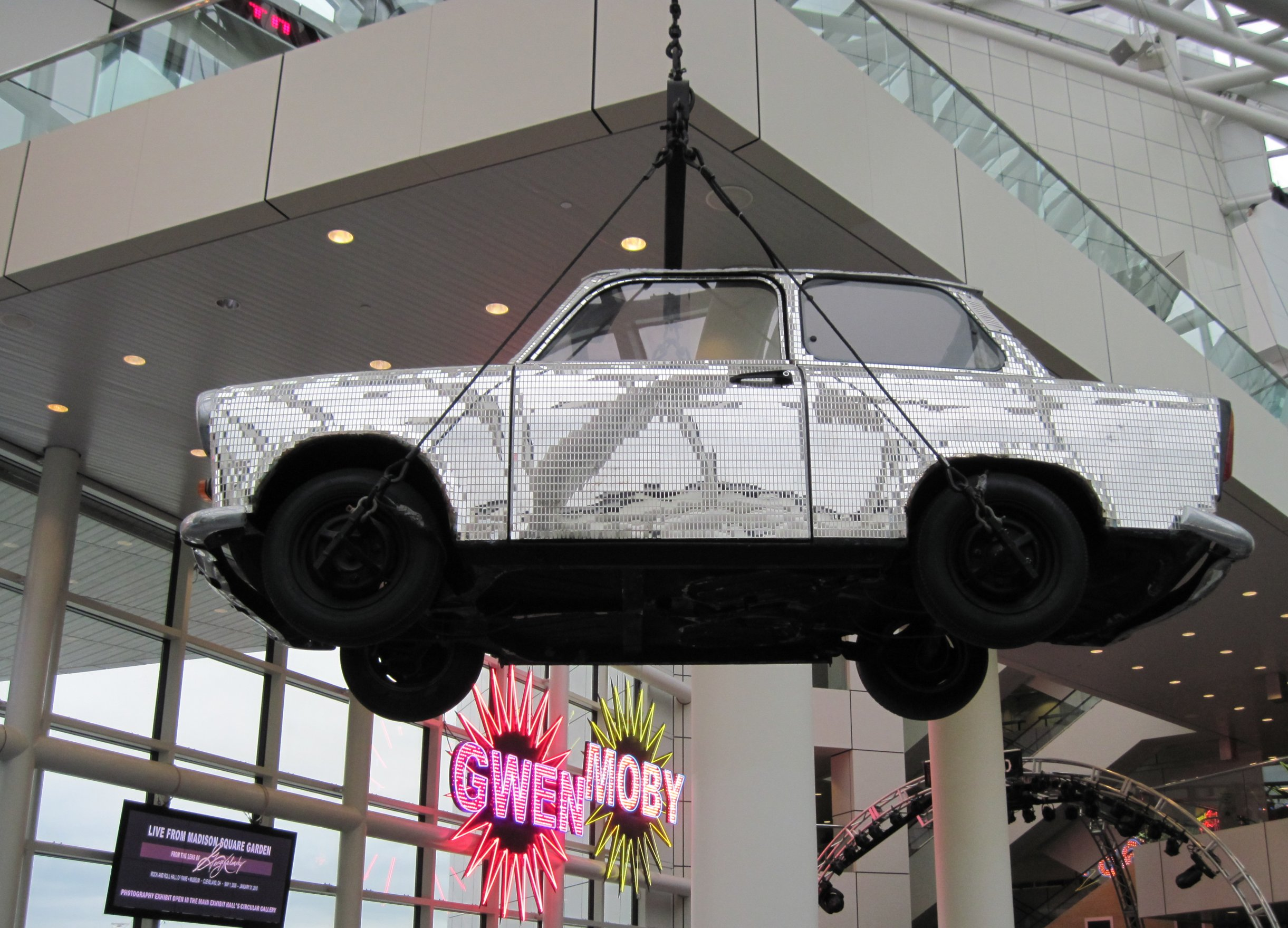
Trabant utilisée pour la scène du Zoo TV entre 1992 et 1993.

Dans un décor à la Blade Runner, des voitures est-allemandes Trabant sont suspendues à des grues et servent d'éclairage. Derrière, sont superposés des blocs d'écrans géants, sur lesquels sont diffusés des vidéos et des programmes télévisés en direct sur lesquels zappe Bono avec une télécommande. Dans les salles couvertes comme au Madison Square Garden à New-York en 1992, puis dans les stades comme au RDS Arena à Dublin en 1993, défilent des images et des slogans ironiques tels « Everything you know is wrong » (Tout ce que vous savez est faux) ou « Watch more TV » (Regardez plus la télé) comme MTV.
Les messages sont aussi plus sérieux et touchent des sujets comme la politique (le groupe soutenant la candidature de Bill Clinton à l'élection présidentielle, Adam Clayton et Larry Mullen furent même invités lors de son investiture le 20 janvier 1993), l'écologie (le concert contre l'usine de déchets d'armements à Sellafield en Angleterre le 20 juin 1992), la polémique (Bono tentant de téléphoner sur scène à Jean-Marie Le Pen lors du concert de Nantes au printemps 1993), l'humanitaire et l'événementielle. C'est ainsi que U2 diffuse en direct par satellite le siège de Sarajevo tout en donnant la parole à des gens qui vivaient le drame :  le concert à Wembley le 11 août 1993 fut le plus poignant.

De  Zoo Station à Love Is Blindness en passant par The Fly, Lemon, Mysterious Ways et sa danseuse du ventre ou un duo avec Lou Reed dont le visage apparait sur écran géant sur Satellite of Love, Bono, dans une critique de son statut de rock star et des médias tout court, se métamorphose en différents personnages (masques, pantalon de cuir façon Jim Morrison, costumes limés) en particulier le Méphistophélès de Faust ou Mister Mac Phisto. Ce dernier, s'amuse tous les soirs à téléphoner en divers lieux, comme par exemple à Détroit où il commande dix mille pizzas pour le public. Finalement, une centaine de pizzas aux peppéronis seront livrées par trois employés hallucinés. 

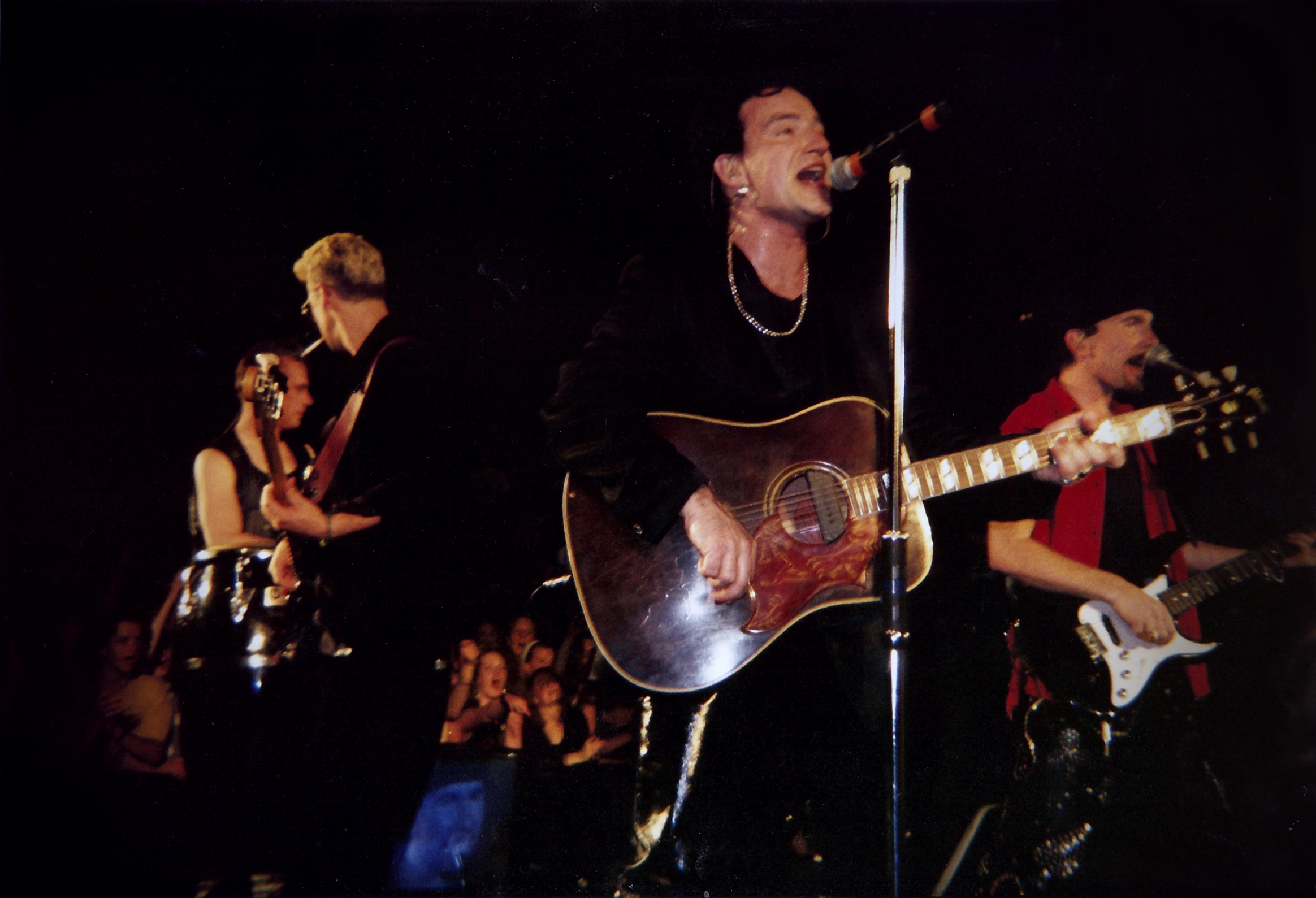
Concert de U2 à Kiel en Allemagne, le 13 juin 1992.

La plupart des titres d'Achtung Baby et de Zooropa comme One, Stay ou Numb avec le guitariste The Edge en solo, furent interprétés durant cette tournée marathon auxquels s'ajouta au fil des concerts d'anciens titres des années 80. C'est toujours Zoo Station qui ouvre les concerts de cette tournée gigantesque, sauf lors d'une soirée le 7 août 1992 à Hershey en Pennsylvanie, où elle fut précédée de Sunday Bloody Sunday, New Year's Day et Pride (In the Name of Love).
Cette tournée révolutionnaire dans sa conception et soutenue par Amnesty International et Greenpeace, a vu tout le gratin de la jet-set se bousculer comme Madonna, Mick Jagger ou Winona Ryder. Le magazine Rolling Stone l'a surnommé le Sergent Pepper's des concerts rock. Trois millions de billets (aux prix inchangés) ont été vendus, les retransmissions de concerts ont totalisé 10 millions de téléspectateurs, plus de 600 000 t-shirts ont été écoulés sur la tournée qui a mobilisé 380 employés de façon permanente, auxquels il faut ajouter 200 intervenants dans chaque ville traversée par U2. D'autres part, malgré des recettes totales avoisinant les 67 millions de dollars, la tournée a failli tourner à la banqueroute financière : le groupe évitant la ruine totale, grâce au succès de la vente de T-shirts et des lunettes The Fly (en forme de mouche) portées par Bono lors de tous les concerts.
Enfin, lors de la cérémonie des Grammy Awards du 1er mars 1995, le Zoo TV - Live From Sydney a reçu le prix du "meilleur vidéo clip, forme longue". Ce concert a été publié en VHS le 17 mai 1994, puis en DVD le 18 septembre 2006.

## Anecdote
Lors du passage du Zoo TV à Sydney le 26 novembre 1993, un événement rare se produit : l'absence sur scène d'Adam Clayton ! 30 ans avant l'absence de Larry Mullen Junior pour raison de santé en 2023-2024 pour la mini tournée U2:UV Achtung Baby Live at Sphere à Las Vegas, c'est le seul concert de l'histoire de U2 à être manqué par un membre du groupe. Tellement ivre et triste du fait de sa rupture avec Naomi Campbell, le bassiste ne peut pas monter sur scène. Le spectacle ne peut être reporté pour autant car c'est une répétition nécessaire pour l'enregistrement vidéo du concert de la nuit suivante (qui, en plus d'être enregistré pour la sortie vidéo officielle, est également diffusé en direct). C'est finalement le technicien qui prépare les guitares basses d'Adam Clayton, Stuart Morgan, qui joue de la basse pendant le concert, tandis que Bono informe le public qu'Adam est malade. Stuart Morgan a réalisé un travail admirable, bien que sa nervosité soit évidente pendant les deux premières chansons.

## Liste des titres
Voici la liste basique des 3 premières parties du Zoo TV Tour :
1. Zoo Station
2. The Fly
3. Even Better Than the Real Thing
4. Mysterious Ways
5. One
6. Unchained Melody
7. Until the End of the World
8. New Year's Day
9. Who's Gonna Ride Your Wild Horses
10. Tryin' To Throw your Arms Around The World
11. Angel of Harlem
12. Satellite Of Love
13. Bad
14. Bullet The Blue Sky
15. Running to Stand Still
16. Where the Streets Have No Name
17. Pride (In the Name of Love)
18. I Still Haven't Found What I'm Looking For
19. Desire
20. Ultraviolet (Light My Way)
21. With or Without You
22. Love Is Blindness

Et celle du Zooropa Tour :
1. Zoo Station
2. The Fly
3. Even Better Than the Real Thing
4. Mysterious Ways
5. One
6. Unchained Melody
7. Until the End of the World
8. New Year's Day
9. Numb
10. Tryin' to Throw Your Arms Around the World
11. Angel of Harlem
12. Dancing Queen
13. Stay (Faraway, so Close!)
14. Satellite of Love
15. Bad
16. The First Time
17. Bullet the Blue Sky
18. Running to Stand Still
19. Where the Streets Have No Name
20. Pride (In the Name of Love)
21. Desire
22. Ultraviolet (Light My Way)
23. With or Without You
24. Love Is Blindness
25. Can't Help Falling in Love with You

## Zoo TVà Strasbourg en 1993
Le 23 juin 1993, le groupe de rock U2 se produit au Stade de la Meinau à Strasbourg devant plus de 40 000 personnes dans le cadre de la partie européenne dénommée Zooropa de sa tournée mondiale, le Zoo TV Tour. La première partie du spectacle est assurée par le groupe Stereo MC's et par The Velvet Underground, reformé pour l’occasion.
Setlist : Zoo Station, The Fly, Even Better Than the Real Thing, Mysterious Ways, One, Unchained Melody, Until the End of the World, New Year's Day, Dirty Old Town, Tryin' To Throw Your Arms Around The World, Angel of Harlem, When Love Comes To Town, Satellite Of Love, Bad, All I Want Is You, Bullet the Blue Sky, Running To Stand Still, Where The Streets Have No Name, Pride (In The Name Of Love), I Still Haven't Found What I'm Looking For, Stand By Me, Desire, Ultraviolet (Light My Way), With or Without You, Love Is Blindness, Can't Help Falling In Love With You.